# Plopsaland
Plopsaland Es un parque temático localizado cerca del pueblo de Adinkerke (municipio De Panne) en la costa belga. Abrió el 20 de abril de 2000. Antes de esa fecha (de 1936 a 1999), creado por una compañía de miel, llamado Meli-Parque era un parque temático sobre la abeja.

## Historia
Desde la fundación del parque en el 2000, se pueden encontrar figuras flamencas y holandesas de Estudio 100. Todas las atracciones tienen un tema de una de las bandas musicales. Las atracciones incluyen Kabouter Plop, Samson en Gert, Grande & Betsy, Piet Piraat, Wizzy & Woppy, Het Huis Anubis.
En 2006 se abrieron 3 atracciones nuevas: el SuperSplash (en una zona Pirata nueva entera), el Aviador de Primavera (la primavera es una telenovela popular  en televisión flamenca) y un  museo de la banda de música K3. En 2007, Plopsaland abrieron 2 atracciones nuevas. En 2008, Mega Mindy consiguió su propia zona en el parque, con  Jetski  y las Bicis de Vuelo. En 2009 se abrió una nueva montaña rusa  llamada Anubis:El Paseo. En 2011, Mayaland abrió una zona sobre Vickie el vikingo. En 2013 se construyó un teatro nuevo. En 2015 plopsaqua abrió y en 2016 se construyó un hotel nuevo.

## Estructura del parque
El parque tiene un total de 5 montañas rusas, cuatro de ellas no tienen cambio de direccional. La montaña rusa más actual, es de madera llamada  "El viaje de Heidi". Como el nombre indica, está basada en el personaje de Heidi.

## Otras instalaciones
Hay también un teatro llamado Plopsa Teatro (Plopsa Teatro) aquello está utilizado para espectáculos de compañías externas. Además en marzo del 2015 el  abrió Plopsaqua, un parque de agua que contiene tres deslizamientos, piscinas interiores y exteriores y una sauna.